# Klitren
Klitren is een bestuurslaag in het regentschap Jogjakarta van de provincie Jogjakarta, Indonesië. Klitren telt 10.320 inwoners (volkstelling 2010).